# Seyitgazi
Seyitgazi là một huyện thuộc tỉnh Eskişehir, Thổ Nhĩ Kỳ. Huyện có diện tích 1516 km² và dân số thời điểm năm 2007 là 17624 người, mật độ 12 người/km².